# Parpeçay
Parpeçay là một xã ở tỉnh Indre khu vực trung bộ Pháp. Xã này có diện tích 14,55 km², dân số thời điểm năm 1999 là 246 người. Khu vực này có độ cao trung bình 95 mét trên mực nước biển.